# Електроконтакт Україна
ТзОВ «Електроконтакт Україна» (скорочено — ЕКУ) — виробник електричних кабельних мереж до автомобілів концернів BMW, General Motors, VW, Daimler; дочірня компанія німецького підприємства «Elektrokontakt GmbH», яке належить французькому концерну Nexans.

## Історія
Товариство з обмеженою відповідальністю «Електроконтакт Україна» було засноване у 2007 році у місті Перемишляни Львівської області. Перший виробничий цех був орендований у ВАТ «Перемишляни Агропостач» та повністю реконструйований і обладнаний. У 2008 році у Перемишлянському виробничому підрозділі розпочинається виробництво електричних кабельних мереж для автомобілів BMW.
У 2011 році ТзОВ «Електроконтакт Україна» укладає договір оренди виробничих приміщень колишнього Золочівського радіозаводу у місті Золочів Львівської області. В орендованих цехах стартувало виробництво кабельних мереж для автомобілів BMW, Opel та Mercedes. Згодом у 2012 році на базі Золочівського виробничого підрозділу було засновано відділ нарізки проводів та компонентів. У 2014 році відбувся запуск проєктів Audi та Porsche.
У 2016 році розпочалося будівництво третього заводу ТзОВ «Електроконтакт Україна» у місті Броди Львівської області. Для цього взято в оренду земельну ділянку площею близько 6 га. 18 серпня 2016 року закладати капсулу у фундамент Бродівського виробничого підрозділу приїжджав Президент України Петро Порошенко. Робота заводу стартувала 30 серпня 2017 року. Завод розрахований на 1400 працівників.

## Критика
17 лютого 2020 року, в інфекційне відділення Бродівської центральної райлікарні госпіталізували п’ятьох працівників ТзОВ «Електроконтакт Україна», які харчувались у їдальні при заводі. 

## Структурні підрозділи
Виробничі потужності ТзОВ "Електроконтакт Україна" розташовані у трьох містах Львівської області: Перемишлянах, Золочеві та Бродах.

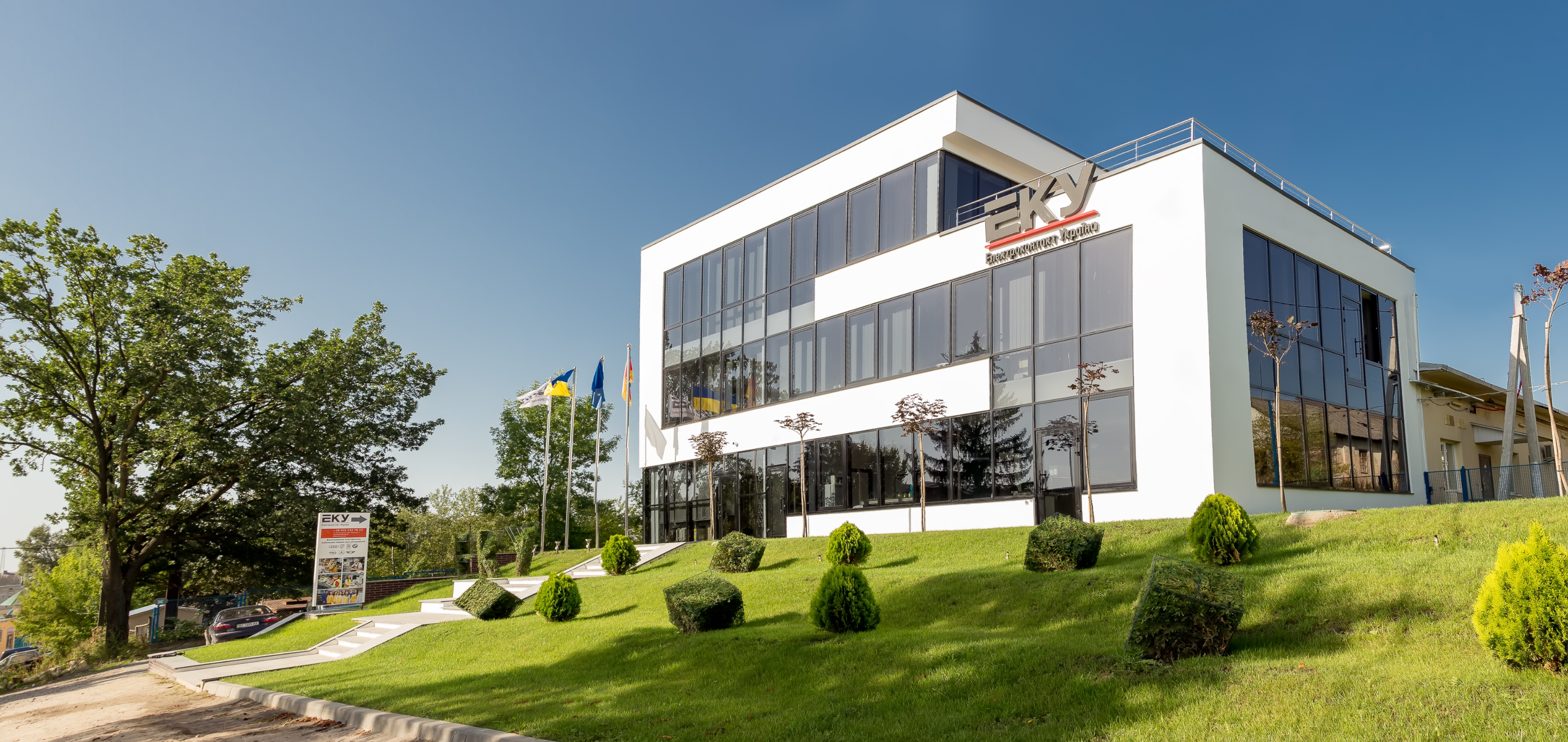
Перемишлянський виробничий підрозділ ЕКУ

#### Перемишлянський виробничий підрозділ
Перемишлянський виробничий підрозділ ЕКУ заснований у 2008 році. Сьогодні тут працює близько 300 працівників та виготовляються електричні кабельні мережі для автомобілів BMW. У 2017 році до наявного виробничого цеху добудовано адміністративно-побутовий корпус.
Довезення на роботу у підрозділ здійснюється із таких населених пунктів району: Ушковичі, Кимир, Мерещів, Осталовичі, Боршів, Виписки, Липівці, Ладанці, Пнятин, Унів, Коросно, Станимир, Ганачівка.

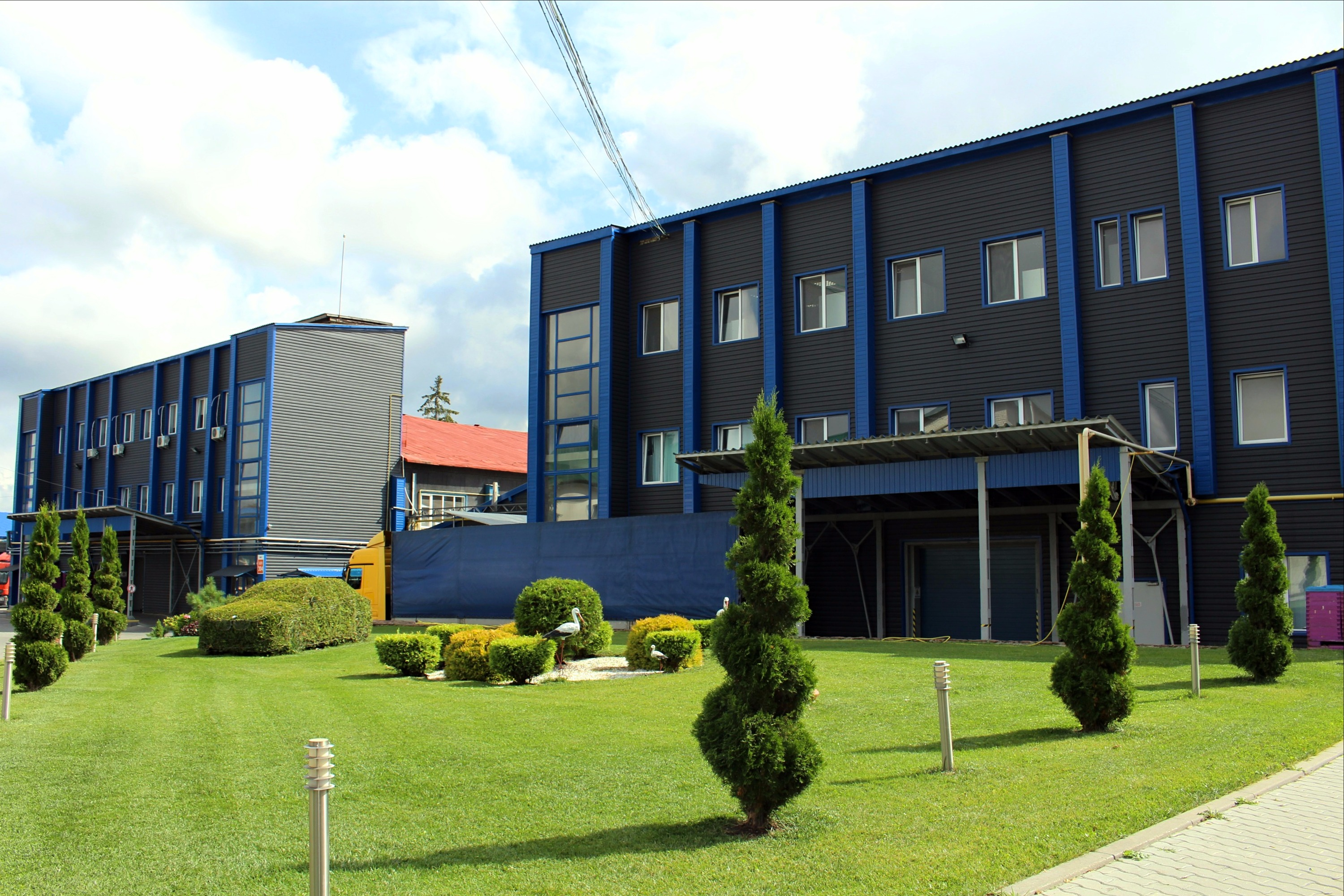
Золочівський виробничий підрозділ ЕКУ

#### Золочівський виробничий підрозділ
Золочівський виробничий підрозділ заснований у 2011 році. Розширення виробничих потужностей ТзОВ "Електроконтакт Україна" відбулося у зв'язку з орендою приміщень колишнього Золочівського радіозаводу. Сьогодні тут працює близько 1000 працівників та виготовляються електричні кабельні мережі для автомобілів Audi, Opel, Mercedes, Porsche. Виробництво здійснюється у цехах № 301, 302, 303, 304, 305, 306, 307.
Довезення на роботу у підрозділ здійснюється із таких населених пунктів Золочівського та Зборівського районів: Беримівці, Бібщани, Білий Камінь, Богутин, Бонишин, Бортків, Бужок, Велика Вільшаниця, Вороняки, Гончарівка, Городилів, Єлиховичі, Жуличі, Зарваниця, Зборів, Зозулі, Кабарівці, Княже, Красносільці, Кудобинці, Малий Коропчик, Монастирок, Новоселище, Оліїв, Острівчик-Пильний, Підгір’я, Підгороднє, Підлипці, Плісняни, Плугів, Побіч, Поляни, Поморяни, Почапи, Ремезівці, Розваж, Сасів, Скварява, Славна, Сновичі, Струтин, Торгів, Ушня,  Хильчиці, Червоне, Чижів, Шпиколоси, Ямрози, Ясенівці.

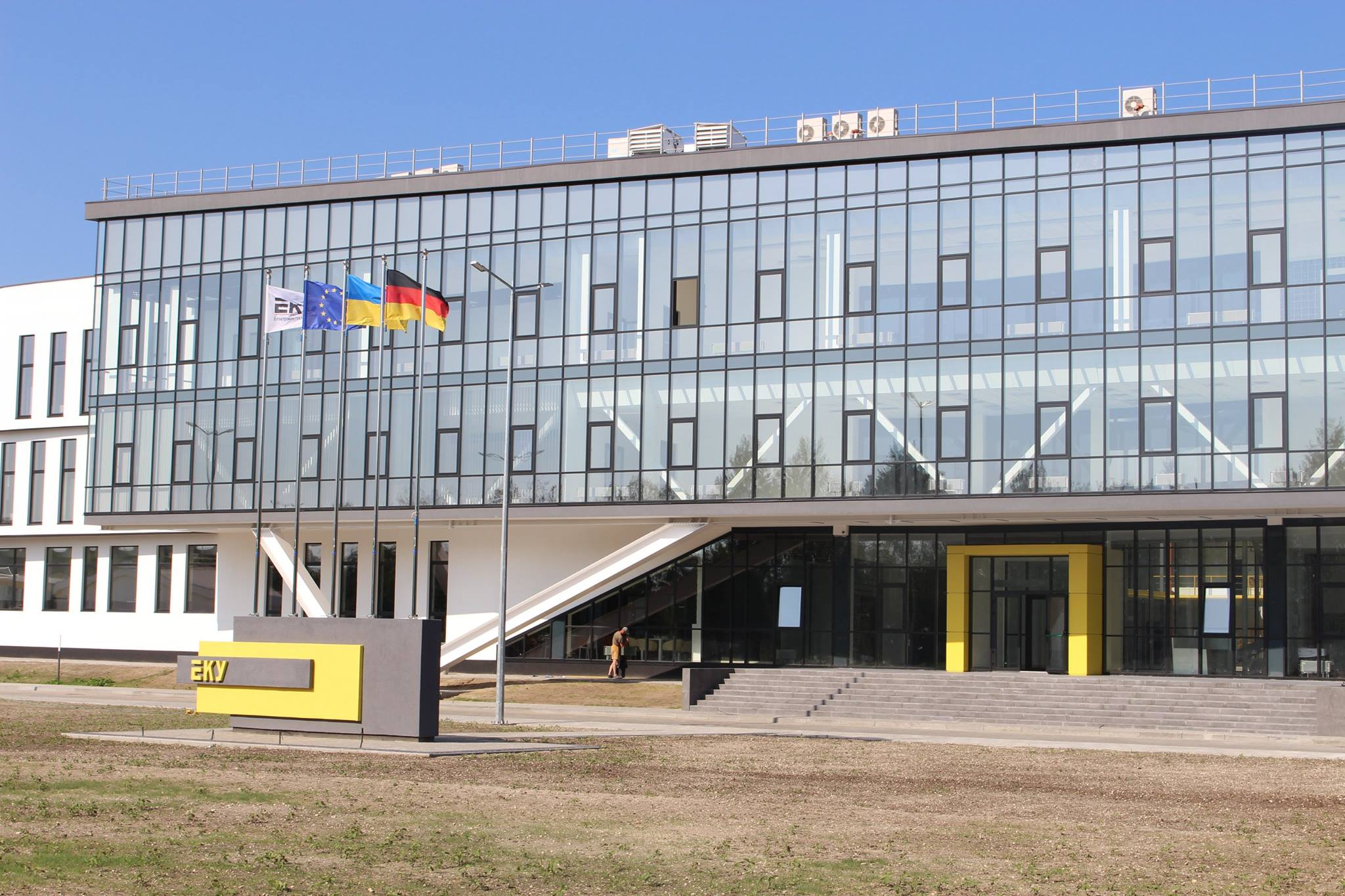
Бродівський виробничий підрозділ ЕКУ

#### Бродівський виробничий підрозділ
Бродівський виробничий підрозділ ТзОВ "Електроконтакт Україна" було побудовано на орендованій земельній ділянці на території Бродівської міської ради. Будівництво розпочалося у 2016 році. У серпні 2016 року капсулу у будівництво заводу заклад Президент України Петро Порошенко. 30 серпня 2017 року відбулося відкриття першої черги Бродівського виробничого підрозділу ТзОВ "Електроконтакт Україна". На заводі було проведено аудит від компанії BMW, яка затвердила новозбудований підрозділ постачальником кабельних мереж для концерну.
Перші працівники Бродівського виробничого підрозділу проходили навчання на заводі у Золочеві. Зараз на заводі в Бродах працює близько 400 осіб.
Загалом перша черга заводу розрахована на 1400 працівників.  Розглядається можливість будівництва другої черги заводу, що дасть можливість додатково створити ще 1000 робочих місць. У будівництво заводу інвестор вклав більше ніж 10 мільйонів євро.
ТзОВ «Електроконтакт Україна» є одним з найбільших працедавців Перемишлянського та Золочівського районів і входить до списку великих платників податків. 